# Christian Bermes
Christian Bermes (* 3. September 1968  in Trier) ist Professor für Philosophie an der Rheinland-Pfälzischen Technischen Universität Kaiserslautern-Landau.
In seinen Arbeiten beschäftigt er sich mit Fragen und Problemen der Ethik, Philosophischen Anthropologie, Erkenntnistheorie, Sprachphilosophie und Kulturphilosophie. Die historischen Arbeiten umfassen die Philosophie der Neuzeit, die Philosophie und Wissenschaftsgeschichte des 19. Jahrhunderts sowie die Philosophie des 20. Jahrhunderts unter besonderer Berücksichtigung von Edmund Husserl, Maurice Merleau-Ponty, Ernst Cassirer, Gottlob Frege und Ludwig Wittgenstein.

## Werdegang
Nach dem Abitur am Hindenburg-Gymnasium Trier und dem Studium der Philosophie, Politikwissenschaften und Geschichte in Trier und Madrid promovierte Bermes 1996 mit einer Arbeit über die philosophischen Bedeutungstheorien in der Phänomenologie und Analytischen Philosophie. 2001 folgte die Habilitation mit einer Untersuchung zur Entwicklung des philosophischen Weltbegriffs von der Neuzeit bis zum 20. Jahrhundert. Von 2006 bis 2007 hat er den Lehrstuhl für Philosophie an der Technischen Universität Chemnitz vertreten. Er war von 2002 bis 2008 als Hochschuldozent für Philosophie, anschließend als Akademischer Rat an der Universität Trier tätig. Dort leitete er u. a. das Philosophische Forschungsinstitut für Medien und Kultur. 2009 wurde er auf den Lehrstuhl für Philosophie an der Universität Koblenz-Landau (Campus Landau) berufen. Von 2013 bis 2018 wirkte er als Mitglied des Senats der Universität Koblenz-Landau, von 2011 bis 2015 als Prodekan, anschließend von 2015 bis 2018 als Dekan des Fachbereichs 5. Seit 2019 ist er Mitglied des Hochschulrates der Universität Koblenz-Landau. 2021 wurde er zum Mitglied des Hochschulrates der neuen Rheinland-Pfälzischen Technischen Universität (RPTU) mit den Standorten Landau und Kaiserslautern gewählt.

## Forschungsschwerpunkte
Philosophische Anthropologie mit Blick auf eine Grundlegung der Ethik und hinsichtlich der Analytik eines normativen Lebensbegriffs. Theorie und Funktion der Werte in der Philosophie des 19. und 20. Jahrhunderts. Geschichte und Systematik der Phänomenologie und Analytischen Philosophie mit Rücksicht auf eine Theorie der Bedeutung. Voraussetzungen der Lebenswissenschaften im Kontext von Biologie und Medizin. Grundlagen der Kulturphilosophie und deren historische Entwicklung im 20. Jahrhundert. Wandel der Sprach- und Debattenkultur angesichts der Entwicklung digitaler Kommunikationsmedien und populistischer Tendenzen in der Politik. Entwicklung einer Theorie wohlfundierter Meinung.

## Forschungsprojekte
2019 wird das Forschungsprojekt „Was können Meinungen (noch) bedeuten? Eine Verteidigung der Meinung in Zeiten der Meinungsverunsicherung?“ in die Förderlinie „Originalitätsverdacht“ der Volkswagenstiftung aufgenommen. Vor dem Hintergrund sich wandelnder Kommunikationsmöglichkeiten und mit Blick auf die Verfassung moderner Gesellschaften fragt das Forschungsprojekt danach, welche Bedingungen erfüllt sein müssen, um eine Äußerung als Meinungsäußerung zu begreifen. Das Projekt greift damit die aktuelle Beunruhigung auf, was Meinungen für die menschliche Orientierung noch bedeuten können angesichts der Verunsicherungen durch technische, gesellschaftliche und politische Entwicklungen. Ziel des Forschungsprojektes ist es, die Eigenständigkeit des Konzepts der Meinung zu entfalten, um eine Theorie wohlfundierter Meinung zu entwickeln. 
Anfang 2022 erschien dazu die Monographie „Meinungskrise und Meinungsbildung. Eine Philosophie der Doxa“. Das Buch wurde für den Tractatus-Preis 2022 auf der Shortlist nominiert. Der Preis wird jährlich vom Philosophicum Lech vergeben. Seit 2019 leitet Bermes die internationale Forschergruppe „Phänomenologische Perspektiven: Philosophische Anthropologie und Kulturphilosophie“. Zwei Forscherteams aus Deutschland und China arbeiten gemeinsam an aktuellen Fragen der Phänomenologie mit Blick auf die jeweilige philosophische Tradition in Europa und China. In dem Projekt, das von der DFG unterstützt wird, ist neben der Universität Koblenz-Landau die Sun-Yat-sen-Universität in Guangzhou und die Zhejiang-Universität in Hangzhou beteiligt. In der Forschungskooperation wird darüber hinaus die Aufarbeitung der frühen Phänomenologie vorangetrieben, um diese für den chinesischen Kulturraum zu erschließen.
2020 initiiert er an der Universität in Landau die Gründung der „Forschungsstelle für Phänomenologie und Hermeneutik“. Im Rahmen der Forschungsstelle werden Workshops und Tagungen sowie drittmittelgeförderte Forschungsprojekte durchgeführt, die die Geschichte und Systematik der phänomenologischen und hermeneutischen Tradition betreffen.
Im Kontext der Diskussionen um Veränderungen der Kommunikation im öffentlichen und politischen Raum erscheint 2019 die Studie „Wandel der Sprach- und Debattenkultur. Verbindlichkeit – Artikulation – Meinung.“ Die Studie wird im Rahmen des Schwerpunktes der Konrad-Adenauer-Stiftung in Berlin vorgestellt und diskutiert. Die Studie bietet einen Überblick über aktuelle Diskussionen in den Sozial- und Kulturwissenschaften zu dem Themenfeld und markiert mit den Titeln „Verbindlichkeit“, „Artikulation“ und „Meinung“ die Rahmenbedingungen für die politische Kommunikation und die Etablierung von Öffentlichkeit in einer liberalen demokratischen Ordnung. Die Studie schließt mit einer systematischen Diskussion des Populismus, indem die Funktion politischer Repräsentation bzw. die Tendenzen, politische Repräsentation auszuschalten, thematisiert werden.
Von 2014 bis 2018 war er Sprecher des Forschungskonsortiums „Kulturelle Orientierung und normative Bindung.“ Der interdisziplinär ausgerichtete Forschungsschwerpunkt war thematisch untergliedert in drei Cluster, die wiederum untereinander inhaltlich in Beziehung standen. Kulturelle Praxis, Verkörperung und Sprache bildeten die übergeordneten Themenfelder der Cluster, in denen an verschiedenen Beispielen die Ambiguität von Vorgegebenheit und Normativität kultureller Tatsachen diskutiert wurde. Mit der Trennung der beiden Campi der Universität Koblenz-Landau wird der Forschungsschwerpunkt in einzelnen Projekten weitergeführt.
Von 2011 bis 2021 leitete Bermes als Sprecher die Graduiertenschule „Herausforderung Leben“. In der Graduiertenschule arbeiteten Doktoranden und Post-Docs aus Argentinien, China, Kroatien, Italien und Deutschland zu systematischen Problemstellungen der Lebenswissenschaften, der Philosophischen Anthropologie, der Phänomenologie und Sprachphilosophie. Die Forschungsarbeiten wurden durch Veranstaltungen in Form von Workshops, Tagungen sowie Kollegs begleitet. Mit erfolgreicher Beendigung auch der zweiten Förderphase ist die Graduiertenschule regulär ausgelaufen.
Bermes hat zahlreiche weitere Forschungsprojekte in den vergangenen Jahren geleitet und durchgeführt. Hierzu gehören u. a. die DFG-Projekte „Max Scheler: Formalismus in der Ethik“,
„Max Scheler: Wesen und Formen der Sympathie“,
das DFG-Villa Vigoni Projekt „Kultureller Ausdruck und menschliche Natur“,
das Projekt der Thyssen-Stiftung „Streitfall Mensch“
sowie das Forschungsprojekt „Protest und Kulturkritik“, das von der Deutsch-Französischen Hochschule mit binationalen Doktorandenworkshops unterstützt wird.
Die Thematik der Protestbewegungen im Fokus der Politischen Theorie und Kulturphilosophie wird ebenfalls aufgearbeitet und diskutiert in der trinationalen Forschergruppe (Frankreich, Luxemburg und Deutschland) „Formen ziviler und politischer Repräsentation“.

## Weitere Funktionen in Wissenschaft und Forschung
- 2013–2015: Präsident, von 2015–2018 Vizepräsident, anschließend Mitglied des Beirats der „Deutschen Gesellschaft für phänomenologische Forschung“.
- 2006–2013: Vizepräsident der Max-Scheler-Gesellschaft.
- Seit 2005: Mitherausgeber des Archivs für Begriffsgeschichte
- Von 2020: zusammen mit Ralf Becker und Dirk Westerkamp Herausgeber der Zeitschrift für Kulturphilosophie.
- 2017: Berufung in das Herausgebergremium der Buchreihe Studien zur Phänomenologie und Praktischen Philosophie.

## Publikationen

### Schriften
- Philosophie der Bedeutung. Bedeutung als Bestimmung und Bestimmbarkeit. Eine Studie zu Frege, Husserl, Cassirer und Hönigwald. Würzburg 1997. ISBN 3-8260-1284-4.
- Welt als Thema der Philosophie vom metaphysischen zum natürlichen Weltbegriff. Hamburg 2004. ISBN 3-7873-1665-5.
- Merleau-Ponty zur Einführung. Hamburg 1998, 3. erweiterte Auflage 2013. ISBN 978-3-88506-399-5.
- Wandel der Sprach- und Debattenkultur. Verbindlichkeit – Artikulation – Meinung. Berlin 2019. ISBN 978-3-95721-539-0.
- Meinungskrise und Meinungsbildung. Hamburg 2022. ISBN 978-3-7873-4090-3.

### Editionen, Übersetzungen und Sammelbände
- Ursprung des Denkens – Denken des Ursprungs. Schelers Philosophie und ihre Anfänge in Jena, Würzburg 1998. ISBN 3-8260-1537-1.
- Person und Wert. Schelers ‚Formalismus’. Perspektiven und Wirkungen, Freiburg 2000. ISBN 3-495-47970-8.
- Sprachphilosophie. Freiburg 1999. ISBN 3-495-48004-8.
- Die Stellung des Menschen in der Kultur. Würzburg 2002. ISBN 3-8260-2232-7.
- Maurice Merleau-Ponty, Das Auge und der Geist. Hamburg 2003. ISBN 3-7873-1545-4.
- Vernunft und Gefühl. Schelers Phänomenologie des emotionalen Lebens, Würzburg 2003. ISBN 3-8260-2486-9.
- Solidarität. Person und soziale Welt, Würzburg 2006. ISBN 3-8260-3303-5.
- Die Bildung der Gesellschaft. Schelers Sozialphilosophie im Kontext, Würzburg 2006. ISBN 978-3-8260-3551-7.
- Maurice Merleau-Ponty, Zeichen. Hamburg 2007. ISBN 978-3-7873-1832-2.
- Schlüsselbegriffe der Philosophie des 20. Jahrhunderts. Hamburg 2008. ISBN 978-3-7873-1916-9.
- Die Kultur des Textes. Studien zur Textualität, Würzburg 2009. ISBN 978-3-8260-3964-5.
- Leben und Leiden. Vom Umgang mit Krankheit, Bonn 2012. ISBN 3-937621-41-5.
- Max Scheler, Der Formalismus in der Ethik und die materiale Wertethik. Hamburg 2014. ISBN 978-3-7873-2476-7.
- Lebenswelt und Lebensform. Hamburg 2016. ISBN 978-3-7873-3025-6.
- Philosophie des 20. Jahrhunderts. Stuttgart 2017. ISBN 978-3-476-05539-2.
- Verbindlichkeit. Stärken einer schwachen Normativität. Bielefeld 2019. ISBN 978-3-7873-4090-3.